# 226

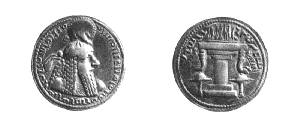
Koning Ardashir I (r. 226-241)

Het jaar 226 is het 26e jaar in de 3e eeuw volgens de christelijke jaartelling.

## Gebeurtenissen

### Italië
- Keizer Alexander Severus laat de Aqua Alexandriana bouwen, het aquaduct loopt over een afstand ca. 22 kilometer naar Rome. Het reservoir (wateropslag) ligt in de omgeving van het Pantheon.

### Parthië
- Koning Ardashir I verovert de hoofdstad Ctesiphon en sticht het rijk der Sassaniden (Perzië), het Parthische Rijk houdt op te bestaan. Hij laat zich "koning der koningen" noemen en beschouwt zich een afstammeling van Cyrus de Grote.
- Ardashir I voert in zijn rijk hervormingen door en roept de leer van Zarathustra uit tot staatsgodsdienst.

### China
- 29 juni - De 21-jarige Cao Rui (r. 226-239) volgt zijn vader Cao Pi op en regeert als keizer over het koninkrijk Wei.
- Cao Rui herstelt het staatsbestuur en reorganiseert het leger. Hij voert een systeem in om de aristocratie te beperken, aangeduid als jiupin zhongzheng ("negen rangen onpartijdig en rechtvaardig").

## Overleden
- Artabanus IV, koning van Parthië
- 29 juni - Cao Pi (39), keizer van het Koninkrijk Wei